# Mancagahar
Mancagahar is een bestuurslaag in het regentschap Garut van de provincie West-Java, Indonesië. Mancagahar telt 4715 inwoners (volkstelling 2010).